# 莫爾蘭鎮區 (阿肯色州波普縣)
莫爾蘭鎮區（英語：Moreland Township）是位於美國阿肯色州波普縣的一個行政鎮區。

## 地方資料
根據2010年美國人口普查的數據，莫爾蘭鎮區的面積為34.80平方千米，當中陸地面積為34.60平方千米，而水域面積為0.20平方千米。當地共有人口699人，而人口密度為每平方千米20人。